# Riksväg 26
De Zweedse rijksweg 26 is gelegen in de provincies Hallands län, Jönköpings län, Västra Götalands län, Värmlands län en Dalarnas län en is circa 580 kilometer lang. De weg ligt ongeveer zuid-noord in de zuidelijke helft van Zweden.

## Plaatsen langs de weg
- Halmstad
- Oskarström
- Torup
- Hyltebruk
- Skeppshult
- Smålandsstenar
- Gislaved
- Nissafors
- Hestra
- Bottnaryd
- Axamo
- Jönköping
- Bankeryd
- Mullsjö
- Sandhem
- Madängsholm
- Tidaholm
- Ekedalen
- Stenstorp
- Greva-gårdsbyn
- Skultorp
- Skövde
- Stöpen
- Timmersdala
- Mariestad
- Hasslerör
- Sjötorp
- Gullspång
- Kristinehamn
- Storfors
- Nykroppa
- Filipstad
- Persberg
- Lesjöfors
- Vansbro
- Södra Vika
- Mora

## Knooppunten
De weg begint in Halmstad.
- E6/E20 bij Halmstad
- Länsväg 150 bij Torup
- Länsväg 153 volgt zelfde tracé tussen Skeppshult en Smålandsstenar
- Riksväg 27 bij Gislaved
- Länsväg 151 bij Hestra
- Länsväg 156
- Riksväg 40 volgt vanaf Bottnaryd tot Jönköping ongeveer 13 kilometer zelfde tracé
- Riksväg 47 volgt vanaf Jönköping zelfde tracé
- Länsväg 195 volgt vanaf Jönköping (samen met Riksväg 47) ongeveer 8 kilometer zelfde tracé tot Bankeryd
- Länsväg 185 bij Mullsjö
- Riksväg 47 einde gezamenlijk tracé voorbij Sandhem
- Länsväg 193 bij Tidaholm
- Riksväg 46 bij Stenstorp
- Riksväg 49 bij Skövde (3 kilometer zelfde tracé)
- Länsväg 200 bij Skövde
- E20: start gezamenlijk tracé, bij Mariestad
- Länsväg 201 bij Mariestad
- Länsväg 202 bij Mariestad
- E20: einde gezamenlijk tracé, bij Hasslerör
- Länsväg 200 bij Gullspång
- Länsväg 204
- E18 bij Kristinehamn (2 kilometer zelfde tracé)
- Länsväg 237 bij Storfors
- Riksväg 63 bij Filipstad (8 kilometer zelfde tracé)
- Länsväg 245 (zo'n 13 kilometer zelfde tracé)
- E16/Riksväg 66 bij Vansbro
- E45 laatste 30 kilometer tot Mora zelfde tracé
- E45/Riksväg 70: einde gezamenlijk tracé, bij Mora

Europese wegen:
E4 · E6 · E10 · E12 · E14 · E16 · E18 · E20 · E22 · E45 · E65
Riksvägar:
9 · 11 · 13 · 15 · 17 · 19 · 21 · 23 · 24 · 25 · 26 · 27 · 28 · 29 · 30 · 31 · 32 · 34 · 35 · 37 · 40 · 41 · 42 · 44 · 46 · 47 · 49 · 50 · 51 · 52 · 53 · 55 · 56 · 57 · 61 · 62 · 63 · 66 · 68 · 69 · 70 · 72 · 73 · 75 · 76 · 77 · 83 · 84 · 86 · 87 · 90 · 92 · 94 · 95 · 97 · 98 · 99